# Elektriciteitscentrales Didcot
Elektriciteitscentrales Didcot in Didcot in de graafschap Oxfordshire, ten zuiden van Oxford in Engeland, bestaan uit twee centrales: Didcot A en B.
Didcot A is in 2013 gesloten en betreft een kolencentrale. Didcot B is operationeel en is een gasgestookte centrale. In oktober 2014 was er een grote brand in Didcot B.

## Instorting Didcot A
Op 23 februari 2016 vond er een explosie plaats in Didcot A centrale plaats. Daarbij stortte een deel van het gebouw in, waarbij ten minste één dode en vijf gewonden vielen.
Eerder op 27 juli 2014 zijn de drie koeltorens van Didcot A gesloopt. De drie andere koeltorens, van Didcot B, zijn gesloopt op 19 augustus 2019.